# Hermann Sinsheimer
Hermann Sinsheimer (* 6. März 1883 in Freinsheim; † 29. August 1950 in London) war ein deutscher Jurist, der als Journalist, Theaterkritiker und Schriftsteller bekannt wurde und als Jude in der Zeit des Nationalsozialismus über Palästina nach England fliehen musste. Freinsheim als Geburtsstadt hat ihm postum den Hermann-Sinsheimer-Preis und die Hermann-Sinsheimer-Plakette gewidmet.
Sein ältester Bruder Ludwig Sinsheimer wurde als sogenannter Staatsfeind verfolgt und wurde wie die Schwester Eugenie Opfer des Holocaust.

## Familie
Sinsheimer entstammte einer jüdischen Familie, die väterlicherseits auf die Stadt Sinsheim im nordbadischen Kraichgau zurückgeht. Seine Eltern Samuel († 1928) und Fanny Sinsheimer († 8. Februar 1885) lebten anfangs in Mannheim. 1874 zogen sie in die Vorderpfalz, um in der 20 Kilometer westlich Mannheims gelegenen damaligen Dorfgemeinde Freinsheim zu wohnen, aus der die Mutter stammte.
Hermann Sinsheimer war das jüngste Kind aus der ersten Ehe des Vaters, seine Geschwister waren Ludwig (1873–1942), Karl (1875–1953), Eugenie Ida (* 12. Oktober 1879; † 24. September 1942 im KZ Theresienstadt) und August (1880–1911). Kurz vor Hermann Sinsheimers zweitem Geburtstag starb die Mutter. Der Vater hatte mit seiner zweiten Frau Mina Reuter († 1917) noch die Tochter Emma (1888–1963).
Hermann Sinsheimers erste Ehefrau hieß Anna geb. Kessler. Die Ehe wurde 1930 geschlossen und 1941 geschieden. Seine zweite Frau, die er 1947 heiratete, war die Britin Christobel Fowler (1897–1990).
In der Zeit des Nationalsozialismus wurde der älteste Bruder Ludwig schon Anfang 1934 wegen „heimtückischer Angriffe gegen die Regierung der nationalen Erhebung“ eingesperrt, weil er in Briefen an ausländische Zeitungen die beginnenden Judenverfolgungen geschildert hatte, und erst Ende 1935 wieder aus der Haft entlassen. 1942 starben er und die Schwester Eugenie, die nach Heirat mit Moritz Reuter dessen Nachnamen trug und in Heilbronn lebte, durch den Holocaust.

## Leben

### Ausbildung
Hermann Sinsheimer besuchte in Bad Dürkheim die Lateinschule, das Abitur legte er am damaligen Humanistischen Gymnasium in Neustadt an der Haardt ab. Nach dem Militärdienst in München, zu dem er 1902 eingezogen wurde, studierte er wie sein Bruder Ludwig Rechtswissenschaft, und zwar in Würzburg, Berlin und Wien. 1910 ließ er sich in Ludwigshafen als Rechtsanwalt nieder und übte diesen Beruf bis 1914 aus.

### Journalist und Literat
Da die Juristerei ihn nach eigenen Worten „wenig oder vorläufig gar nicht lockte“, wurde Sinsheimer Theaterkritiker für die Neue Badische Landeszeitung in Mannheim. 1916 wechselte er nach München und war zwei Jahre lang Leiter der Münchner Kammerspiele; anschließend schrieb er Theater- und Literaturkritiken für die Münchner Neuesten Nachrichten. Am 21. Juli 1924 erschien sein Name erstmals im Impressum der satirischen Zeitschrift Simplicissimus („Redaktion Hermann Sinsheimer“). Am 1. Juli 1929 war sein Name dort zum letzten Mal zu lesen; denn Sinsheimer hatte sich mit den Herausgebern überworfen.
Ab 1930 arbeitete Sinsheimer in Berlin beim Berliner Tageblatt als Redakteur, hauptsächlich bei der Beilage ULK. Im Mai 1932 wurde er von Theodor Wolff für kurze Zeit nach Wien als Auslandskorrespondent entsandt. Nach Alfred Kerrs Flucht am 14. Februar 1933 wurde Sinsheimer sein Nachfolger. Allerdings nur für sehr kurze Zeit, denn am 1. Januar 1934 trat das „Schriftleitergesetz“ in Kraft, das jüdischen Redakteuren die Tätigkeit als Redakteur untersagte; sie durften auch nicht mehr ins Theater. Sinsheimer schrieb dann für jüdische Zeitungen in Berlin. 1938 fuhr er für zwei Monate nach Palästina.
Jahre später zog er folgendes Reise-Resümee: „Ich habe das Land als Zionist betreten und es … als Zionsbürger verlassen. Mich dort anzusiedeln, verboten mir meine fortgeschrittenen Jahre.“ Nach kurzem Aufenthalt in Deutschland traf er am 6. Juni 1938 in London ein.
Während Sinsheimer dort für einen Verlag tätig war, lernte er seine zweite Frau Christobel kennen, die später seinen literarischen Nachlass betreute. 1948 wurde er britischer Staatsbürger. In seinem bekanntesten Werk, der Autobiographie Gelebt im Paradies. Erinnerungen und Begegnungen, beschreibt er seinen Weg aus dem pfälzischen Dorf in die Stadt, aus der Schule in den Beruf sowie Gestalten und Erfahrungen aus seinem Leben. Seinen Heimatort Freinsheim sah er nicht mehr wieder, obwohl er nach dem Zweiten Weltkrieg noch einige Male Deutschland besuchte.
Bereits 1953 erschien in der Bearbeitung durch den Nazi-Propagandisten Gerhard N. Pallmann eine gekürzte und politisch zugunsten des Dritten Reichs veränderte Fassung der Autobiographie unter dem Titel Gelebt im Paradies. Erst 2013 wurde der vollständige Text unter Berücksichtigung der Originalmanuskripte als erster Band einer neuen dreibändigen Werkausgabe publiziert.
Sinsheimers Roman Die drei Kinder gewann 1917 den Preis des Frauenbundes zur Ehrung deutscher Dichter.

## Andenken

### Freinsheim
Zu Ehren Sinsheimers verleiht die Stadt Freinsheim seit 1983, dem Jahr des 100. Geburtstages, in ungeraden Jahren den Hermann-Sinsheimer-Preis für Literatur und Publizistik. Aus Anlass des 50. Todestages stiftete die Stadt im Jahre 2000 zusätzlich die Hermann-Sinsheimer-Plakette für Verdienste um die pfälzische Literatur; die Vergabe der Plakette erfolgt in den geraden Jahren. Das Geburtshaus des Dichters in der Haintorstraße 6 mit einer Gedenktafel wird bei Stadtführungen als Hermann-Sinsheimer-Haus vorgezeigt, die Grundschule ist ebenfalls nach Sinsheimer benannt.

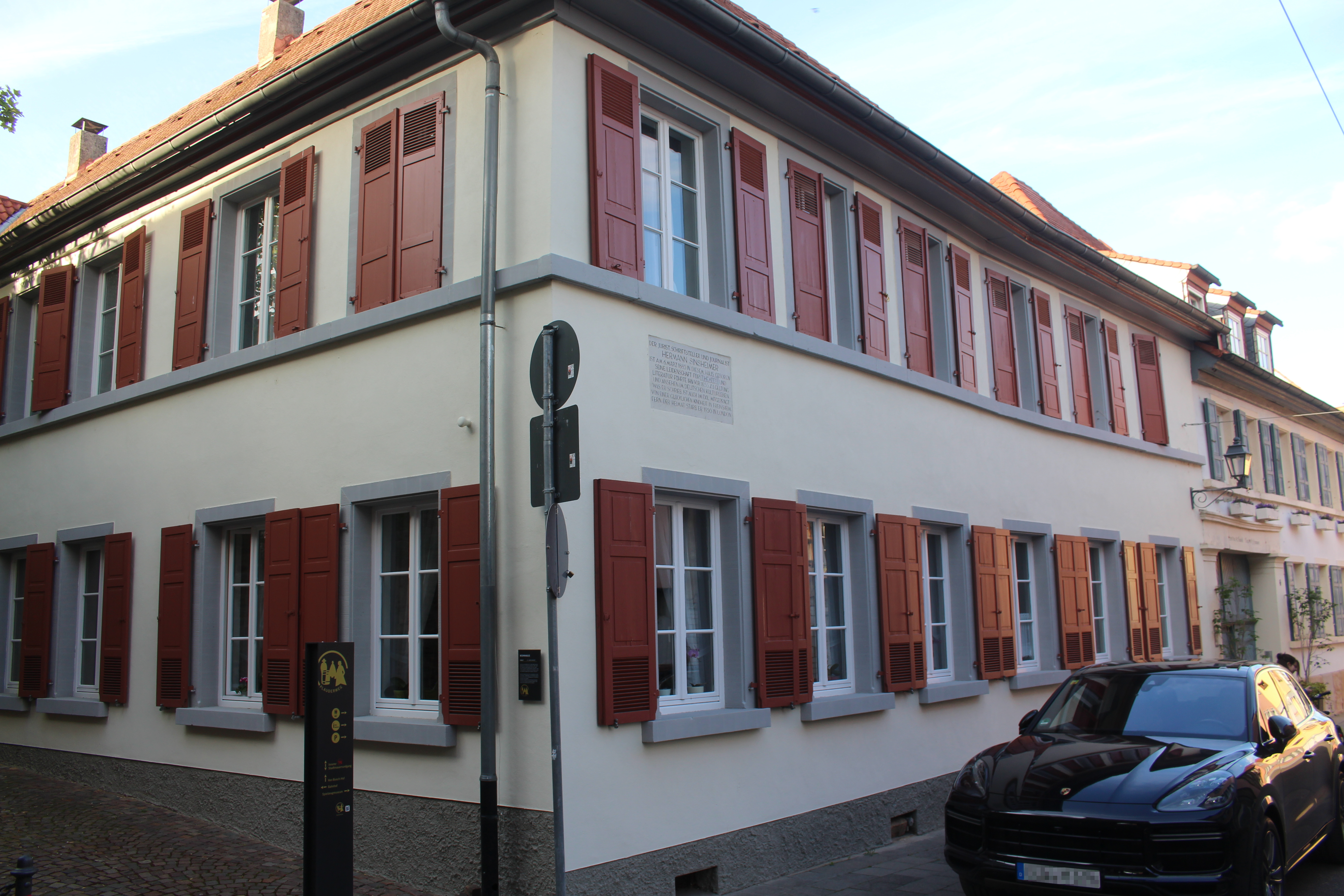
Geburtshaus, Haintorstraße 6 in Freinsheim
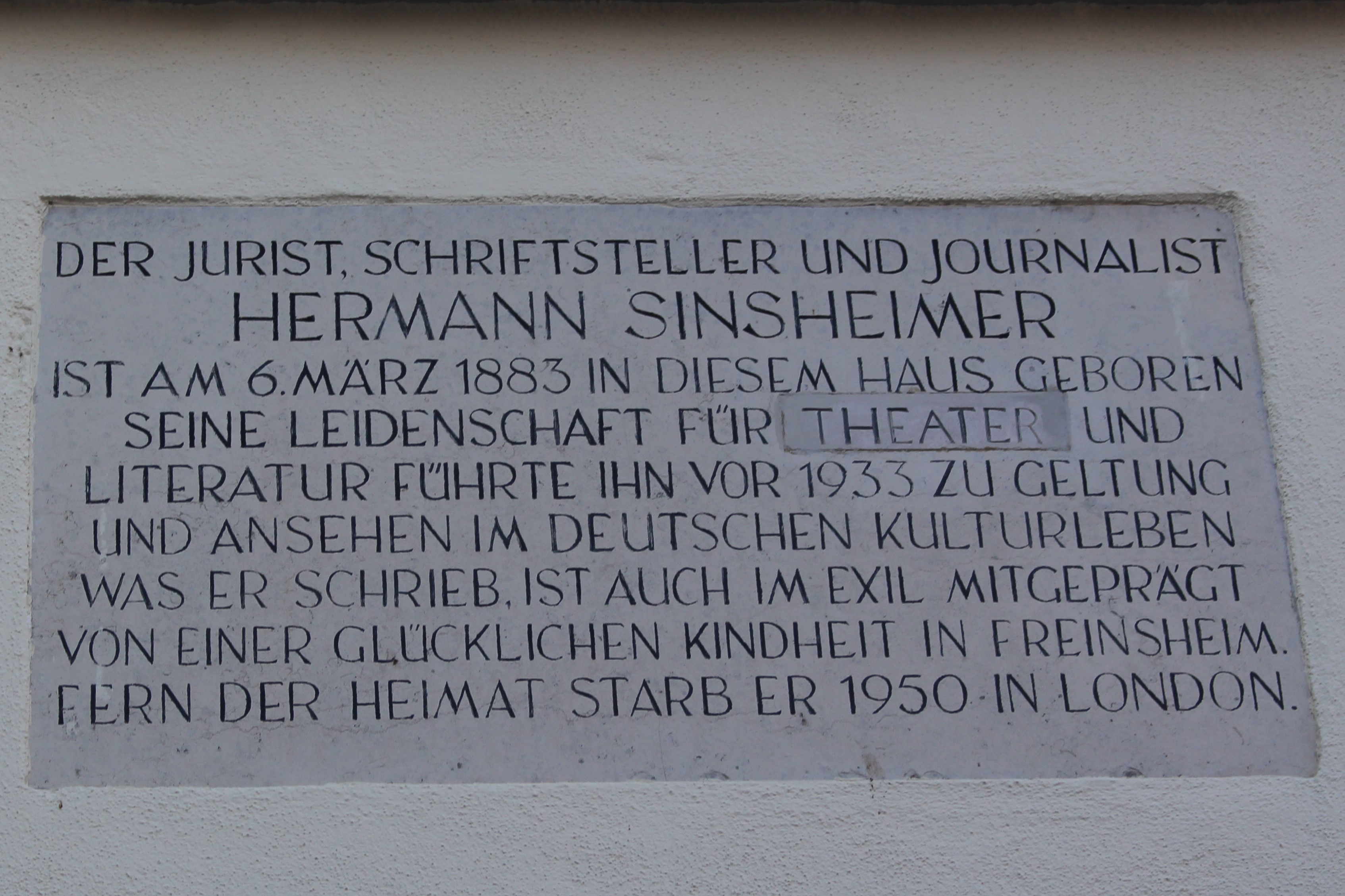
Gedenktafel über Hermann Sinsheimer am Geburtshaus

### Ludwigshafen
An Sinsheimers ehemaliger Anwaltskanzlei in Ludwigshafen, Ludwigstr. 51, ist eine Gedenktafel angebracht; auf dieser ist vermerkt, dass Sinsheimer von 1910 bis 1914 hier gearbeitet hat.

## Werke (Auswahl)
- Die drei Kinder. Roman. 1917 (Kessinger Publishing, Nachdruck 2010).
- Peter Wildangers Sohn. Georg Müller Verlag, München 1919.
- Maria Nunnez. Philo Verlag, Berlin 1934.
- Rabbi, Golem und Kaiser. Philo Verlag, Berlin 1935 (Philo-Bücherei, Band 1).
- Al Rondo. Limes Verlag, 1949.
- Spatz in den Kirschen. Daniel Meininger Verlag, Neustadt an der Weinstraße 1950.
- Shylock. Die Geschichte einer Figur. Ner Tamid Verlag, München 1960.
- Christobel Sinsheimer (Hrsg.): Spatz in den Kirschen. 1963 (Neuauflage).
- Josef Kaiser (Hrsg.): Die Welt meines Dorfes. Freinsheimer Erzählungen und Pfälzer Erinnerungen. Verlag Pro Message, Ludwigshafen (Rhein) 2009, ISBN 978-3-934845-48-0.
- Hermann und Christobel Sinsheimer; bearb. von Hans-Helmut Görtz, Gabriele Giersberg und Erik Giersberg: Briefe aus London in die Pfalz. Stiftung zur Förderung der pfälzischen Geschichtsforschung, Neustadt an der Weinstraße 2012, ISBN 978-3-942189-12-5.
- Gelebt im Paradies. Gestalten und Geschichten (Autobiographie). Band 1 der Werkausgabe. Verlag für Berlin-Brandenburg, Berlin 2013, ISBN 978-3-942476-55-3.
- Deborah Vietor-Engländer und Jonathan Skolnik (Hrsg.): Shylock und andere Schriften zu jüdischen Themen. Band 2 der Werkausgabe. Quintus-Verlag, Berlin 2017, ISBN 978-3-945256-10-7.
- Erik und Gabriele Giersberg (Hrsg.): Was ich lebte, was ich sah. Briefe und Theaterkritiken. Band 3 der Werkausgabe. Quintus-Verlag, Berlin 2020, ISBN 978-3-947215-56-0 (Vorwort von Deborah Vietor-Engländer).